# Bitburg

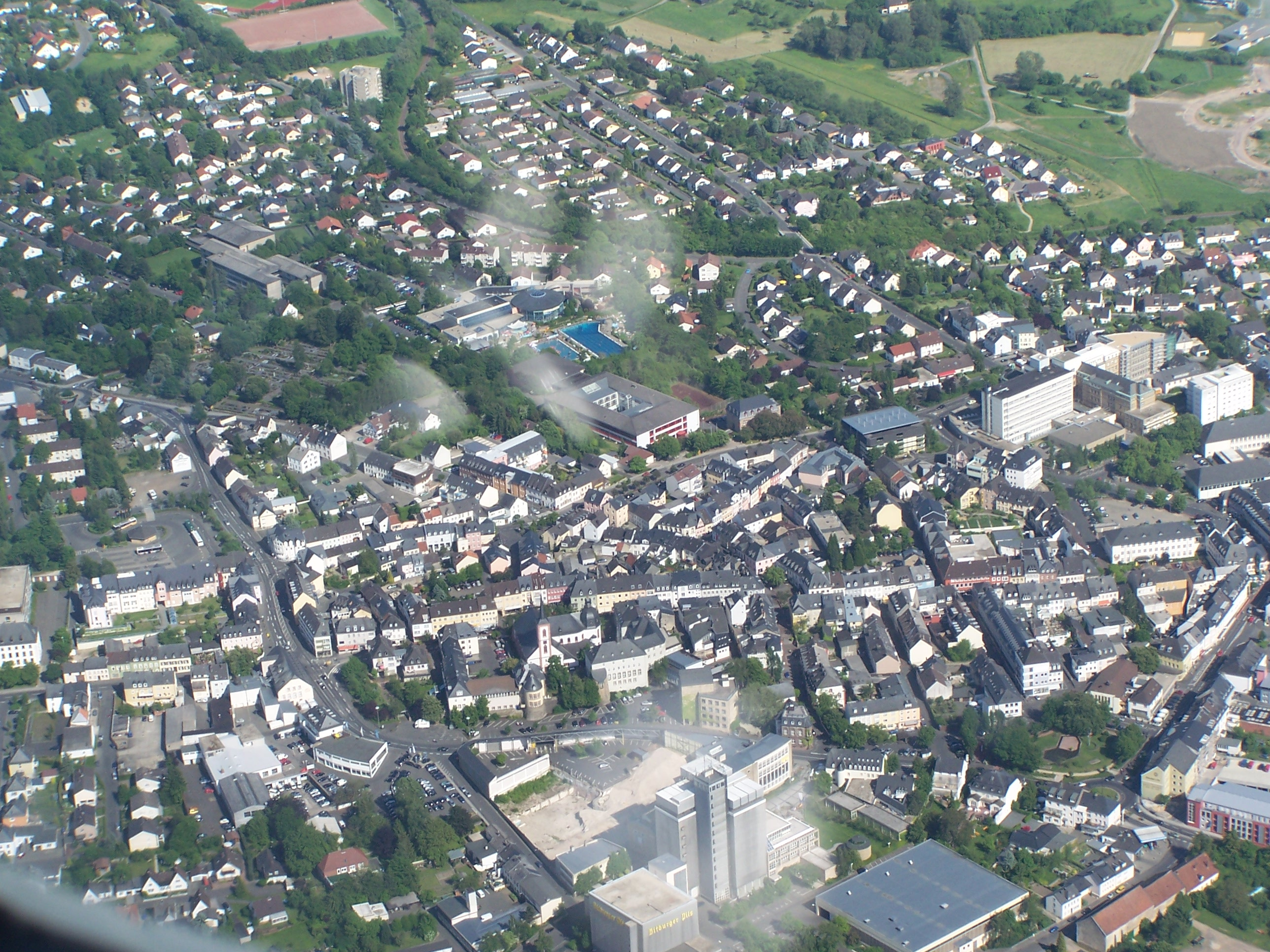
Bitburg aus der Luft

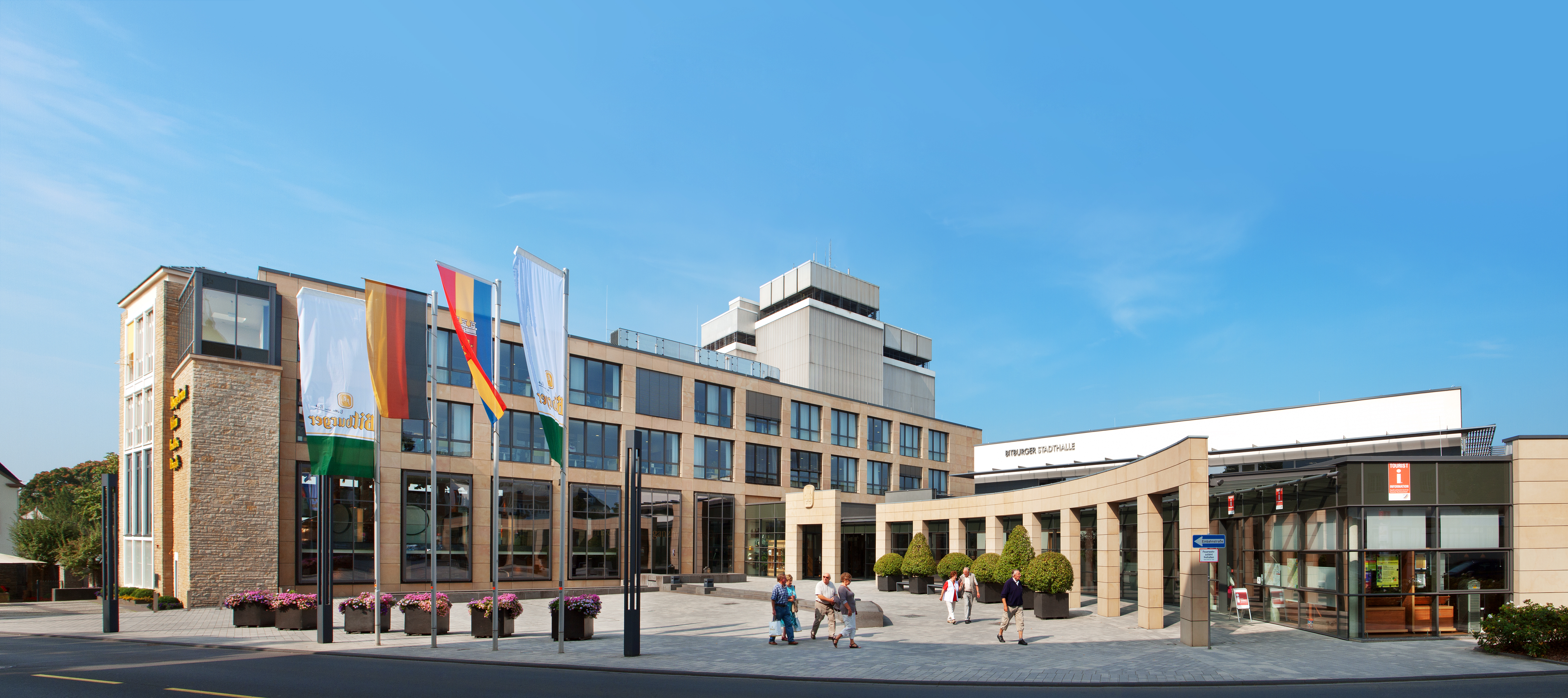
Tourist-Information Bitburger Land und Stadthalle

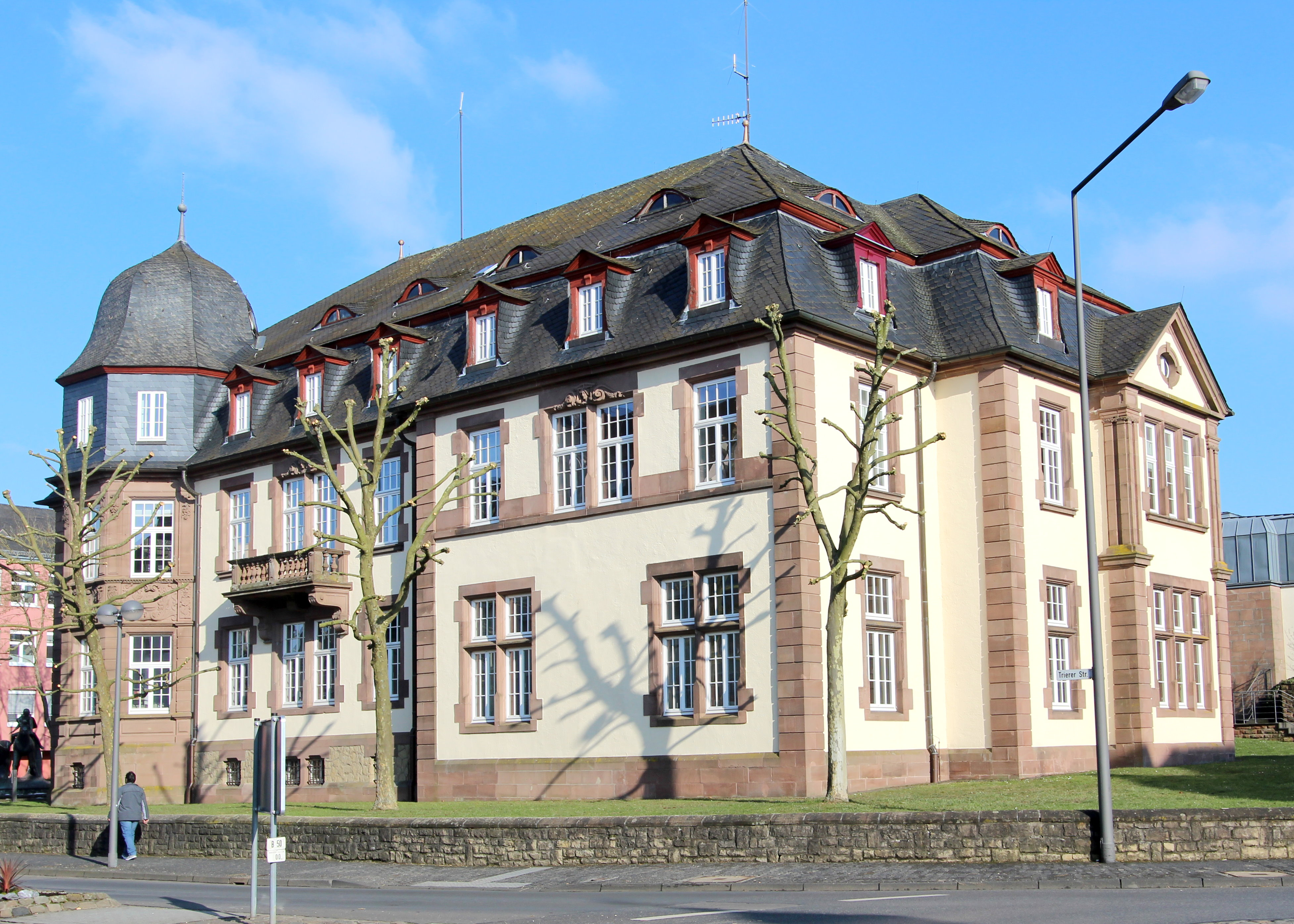
Kreisverwaltung Bitburg-Prüm, Trierer Straße 1

Bitburg (moselfränkisch Bebuersch/Beburig, luxemburgisch Béibreg) ist eine verbandsfreie Stadt und Kreisstadt des Eifelkreises Bitburg-Prüm in Rheinland-Pfalz. Sie ist Sitz der Verbandsgemeinde Bitburger Land und des Amtsgerichtes Bitburg. Die Stadt hat 15.554 Einwohner und ist ein Mittelzentrum.
Überregional bekannt sind der Flugplatz Bitburg und die Bitburger Brauerei.

## Geographie

### Geographische Lage
Die Stadt befindet sich etwa 30 Kilometer nördlich von Trier im sogenannten Bitburger Gutland, welches zur Südeifel zählt.
Die Nims und die Kyll fließen durch das Stadtgebiet.

### Stadtgliederung
Die Stadtteile mit den weiteren Gemeindeteilen/Wohnplätzen sind:

1. Bitburg mit Sägewerk Christiansmühle, Forsthaus Bedhard, Königswäldchen, Pützhöhe und Steinebrück
2. Erdorf
3. Irsch
4. Masholder
5. Matzen mit Anwändershof, Kempenhof, Gaststätte und Villa Sonnenhof und Waldsiedlung
6. Mötsch mit Albach
7. Stahl mit Backesmühle, Wingertsberg und Auf Büchelsbach

### Lage der Stadtteile und Nachbargemeinden
| Stausee Bitburg, Rittersdorf     | Nattenheim, Fließem, Pützhöhe               | Matzen, Irsch, Erdorf                             |
| Christiansmühle, Oberweis, Stahl | Kompassrose, die auf Nachbargemeinden zeigt | Mötsch, Hüttingen an der Kyll, Metterich, Gondorf |
| Masholder, Messerich, Wolsfeld   | Eßlingen, Meckel, Idesheim                  | Flugplatz Bitburg, Röhl, Speicher                 |

### Klima
Der Jahresniederschlag beträgt 794 mm. Der Niederschlag liegt im mittleren Drittel der Messstellen des Deutschen Wetterdienstes. 62 % zeigen niedrigere Werte an. Der trockenste Monat ist der April; am meisten regnet es im November. Im niederschlagreichsten Monat fällt ca. 1,5-mal mehr Regen als im trockensten Monat. Die jahreszeitlichen Niederschlagschwankungen liegen im unteren Drittel. In nur 1 % aller Orte schwankt der monatliche Niederschlag weniger.

## Geschichte

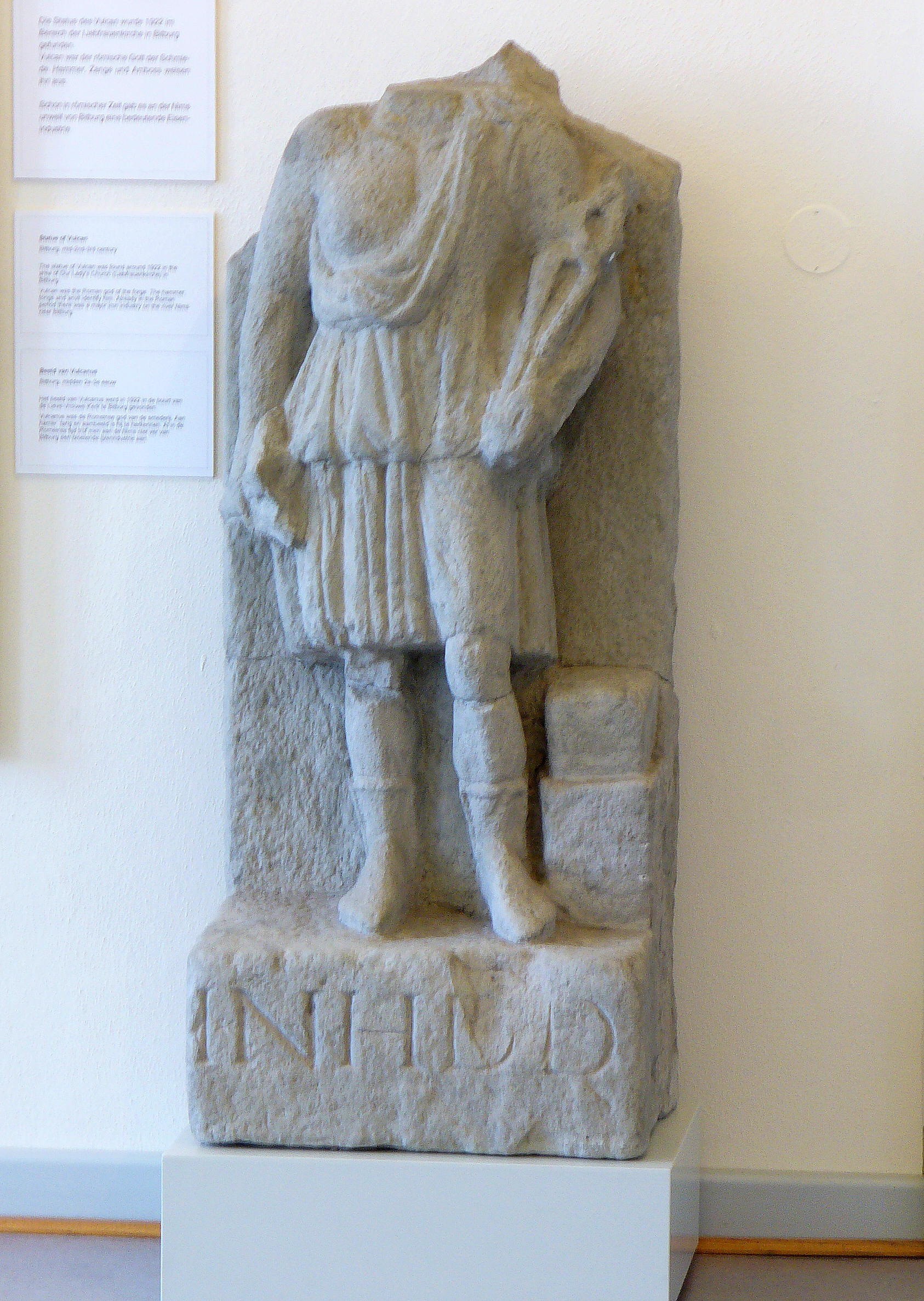
Relief mit dem römischen Gott Vulkan im Kreismuseum Bitburg-Prüm

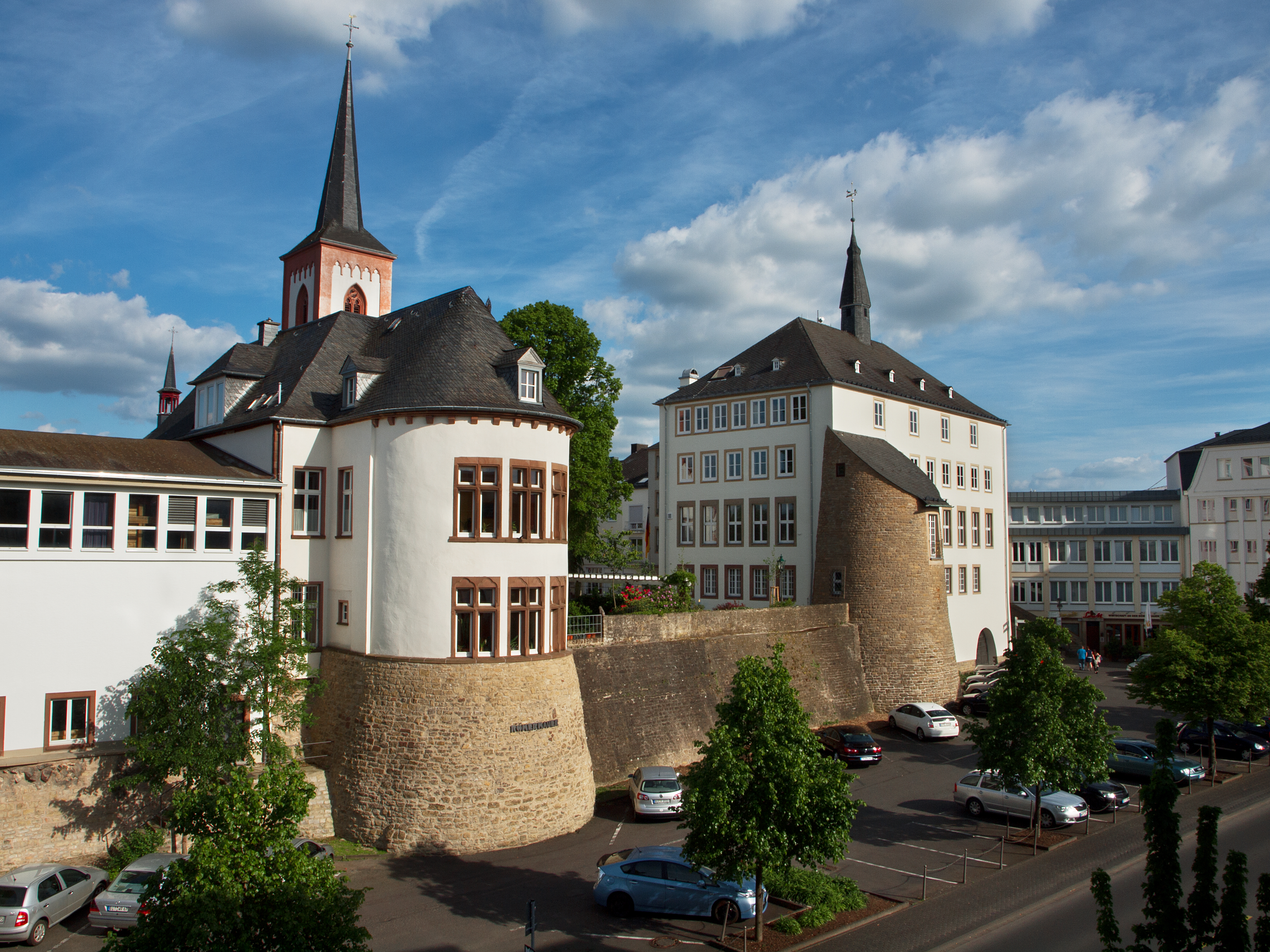
Römermauer mit Rathaus und Liebfrauenkirche

Im Bereich der Ortsteile Mötsch und Masholder wurden Steinbeile aus der Jungsteinzeit gefunden, eine dauerhafte Besiedlung des Bitburger Gebietes konnte jedoch bisher nicht nachgewiesen werden.
Bitburg, in etwa einen Tagesmarsch nördlich von Trier gelegen, wurde vor ca. 2000 Jahren als Raststation auf der Verkehrsachse von Lyon über Metz und Trier nach Köln gegründet. Der erste überlieferte Name lautet Vicus Beda. „Beda“ ist zurückzuführen auf das lateinische Wort „Betula“ = „Birke“. Bitburg war also das „Birkendorf“ beziehungsweise – in späterer Zeit – die „Birkenburg“.
Die Ansiedlung wurde etwa um 330, zur Zeit Kaiser Konstantins, zu einem Straßenkastell ausgebaut, welches noch heute den Stadtkern bildet. Die älteste gesicherte Erwähnung des Ortsnamens „Beda“ findet sich auf der „Peutinger-Karte“ (Tabula Peutingeriana) aus dem 4. Jahrhundert. Die älteste erhaltene urkundliche Erwähnung Bitburgs stammt aus der Zeit um 715 als „castrum bedense“. Im 8. Jahrhundert gab es hier eine Villa Regia der fränkischen Könige und Bitburg war Hauptort des Bidgaues. Mitte des 10. Jahrhunderts kam die Stadt zur Grafschaft Luxemburg (später Herzogtum).
Ein wichtiges Ereignis in Bitburgs Geschichte war der 1239 geschlossene Trier-Luxemburger Vertrag zwischen dem Trierer Erzbischof Theoderich II. und der Gräfin Ermesindis von Luxemburg. Darin wurde Bitburg erstmals als Stadt bezeichnet; der Erzbischof verzichtete weitgehend auf seine Ansprüche an Bitburg und die Luxemburger verpflichteten sich, die Stadt zu befestigen. Heinrich der Blonde, der Sohn von Ermesindis, verlieh Bitburg im Jahre 1262 die Stadtrechte: ›Im Namen der Heiligen und unteilbaren Dreifaltigkeit. Heinrich, Graf zu Luxemburg und Laroche, Markgraf zu Arlon. Wir wollen, dass alle Christgläubigen, gegenwärtige und zukünftige, wissen, dass wir in dem Bestreben, für Frieden und Ruhe unserer Bürger zu Bitburg zu sorgen, beschlossen haben, sie mit dem Privileg der Freiheit auszuzeichnen.‹ Diese Freiheit gab Bürgern und Schöffen das Recht, einen der ihren zum Richter zu wählen, eigenes Gericht zu halten, eigene Maße und Gewichte festzusetzen, Weiden, Gewässer und Wälder der Stadt zu nutzen sowie die Stadt zu bewachen.
1443 fiel das Herzogtum Luxemburg mit Bitburg an das Haus Burgund. Durch die burgundische Erbschaft fiel Bitburg an die Habsburger und gehörte von 1506 bis 1714 (Ende des Spanischen Erbfolgekrieges) zu den spanischen Niederlanden und ab 1714 zu den österreichischen Niederlanden.
Aus der frühen Neuzeit gibt es nur wenige Dokumente zur Geschichte Bitburgs. Als bedeutend gelten die sogenannten 'Schweisdal-Chroniken' (Chroniken der Bitburger Familien Schweisdal und Scholer), die aus authentischen Tagebucheinträgen von Anfang des 17. bis zu Beginn des 18. Jahrhunderts bestehen. Hier finden sich auch die einzigen Originalquellen zum Dreißigjährigen Krieg in Bitburg, zumindest zu den letzten Kriegsjahren. Das Original der Chroniken liegt im Staatsarchiv in Luxemburg, Kopien besitzen die Stadt Bitburg sowie das Kreismuseum Bitburg-Prüm.
Bitburg wurde 1676 im Holländischen Krieg zum ersten Mal erobert (von den Franzosen) und die Stadtmauern zerstört. 1794 gerieten die Stadt und das linke Rheinufer unter französische Verwaltung. 1795 wurde Bitburg Hauptort eines Kantons des Wälderdepartements (Département des Forêts). Es folgte eine kurze Zeit des Aufschwungs, vor allem die Verwaltung wurde massiv aufgebaut. Bitburg erhielt u. a. ein Gericht und ein Katasteramt. Nach jahrhunderterlanger Zugehörigkeit zum Herzogtum Luxemburg kam Bitburg schließlich 1815 durch die Beschlüsse des Wiener Kongresses zum Königreich Preußen, wo es verwaltungsmäßig als Kreisstadt bis 1822 zur Provinz Niederrhein, dann zur Rheinprovinz gehörte.
1805 wurde bei Bitburg ein etwa 1,5 Tonnen schwerer Meteorit gefunden. Er zählt zur Klasse IAB der Eisenmeteoriten. Da versucht wurde den Meteoriten einzuschmelzen, ist heute kaum noch ursprüngliches Material erhalten.
Am 24. Dezember 1944, gegen Ende des Zweiten Weltkriegs, wurde Bitburg durch Luftangriffe zu 85 Prozent zerstört und von den Amerikanern offiziell zur „toten Stadt“ erklärt. Ende Februar 1945 räumten deutsche Soldaten Bitburg.
Anschließend gehörte Bitburg zur Französischen Besatzungszone. Die Luxemburger Armee stationierte von 1945 bis 1955 eine Garnison in einer in den 1930er Jahren für die Wehrmacht gebauten Kaserne, die dann 1955 bis 1984 von der französischen Armee genutzt wurde. Bereits 1953 kam ein NATO-Stützpunkt unter US-amerikanischer Führung hinzu. Zwischen 1945 und 1955 waren außerdem luxemburgische Soldaten als alliierte Besatzungstruppe in Bitburg und Neuerburg stationiert. Im Jahr 1985 zogen die französischen Streitkräfte aus Bitburg ab und die NATO übernahm ihre ehemaligen Kasernen. Nach dem Ende des Zweiten Golfkriegs wurde zunächst die 525th Tactical Fighter Squadron („Bulldogs“) aufgelöst, die 53rd Tactical Fighter Squadron („Tigers“) 1994 auf den nahe gelegenen Stützpunkt Spangdahlem verlegt, dann die 22nd TFS „Stingers“ aufgelöst und schließlich am 30. September 1994 der NATO-Flugplatz Bitburg mit seinem 36th TFW ganz stillgelegt. Der Flugplatz wurde noch im gleichen Jahr an die Stadt Bitburg zurückgegeben und von ihr in ein Freizeit- und Gewerbegebiet mit Verkehrslandeplatz umfunktioniert. Nach diesen Abzugschritten lebten insgesamt noch 2.216 amerikanische Soldaten sowie deren Angehörige in der „Housing“ bzw. dem Bitburger Stadtgebiet (Stand 30. Juni 2007). Anfang 2010 wurde bekannt, dass auch der Housing-Stadtteil von der die US-Armee bis spätestens 2018 aufgeben und an die Bundesrepublik Deutschland zurückgeben werden soll. Die Übergabe erfolgte im November 2017, eine Debatte über die Konversion des Geländes begann.
Am 7. Juni 1969 wurden im Rahmen der Gebietsreformen in Rheinland-Pfalz die bis dahin selbstständigen Gemeinden Erdorf, Irsch, Masholder, Matzen, Mötsch und Stahl nach Bitburg eingemeindet.
1985 geriet Bitburg für einige Tage in den Blickpunkt der Öffentlichkeit, als US-Präsident Ronald Reagan und Bundeskanzler Helmut Kohl zu Gast waren und die Kriegsgräberstätte Bitburg-Kolmeshöhe besuchten. Hier liegen neben rund 2.000 Soldaten des Ersten und Zweiten Weltkrieges auch Mitglieder der Waffen-SS begraben (Bitburg-Kontroverse).

### Einwohnerstatistik
Die Entwicklung der Einwohnerzahl von Bitburg, die Werte von 1871 bis 1987 basieren auf Volkszählungen:
| Bitburg: Einwohnerzahlen von 1815 bis 2023 | Bitburg: Einwohnerzahlen von 1815 bis 2023 | Bitburg: Einwohnerzahlen von 1815 bis 2023 | Bitburg: Einwohnerzahlen von 1815 bis 2023 | Bitburg: Einwohnerzahlen von 1815 bis 2023 |
| ------------------------------------------ | ------------------------------------------ | ------------------------------------------ | ------------------------------------------ | ------------------------------------------ |
| Jahr                                       |                                            |                                            |                                            | Einwohner                                  |
| 1815                                       | 1815                                       |                                            | 2.316                                      | 2.316                                      |
| 1835                                       | 1835                                       |                                            | 3.366                                      | 3.366                                      |
| 1871                                       | 1871                                       |                                            | 3.903                                      | 3.903                                      |
| 1905                                       | 1905                                       |                                            | 4.748                                      | 4.748                                      |
| 1939                                       | 1939                                       |                                            | 7.971                                      | 7.971                                      |
| 1950                                       | 1950                                       |                                            | 6.715                                      | 6.715                                      |
| 1961                                       | 1961                                       |                                            | 9.405                                      | 9.405                                      |
| 1970                                       | 1970                                       |                                            | 10.119                                     | 10.119                                     |
| 1987                                       | 1987                                       |                                            | 10.720                                     | 10.720                                     |
| 1997                                       | 1997                                       |                                            | 12.577                                     | 12.577                                     |
| 2005                                       | 2005                                       |                                            | 12.943                                     | 12.943                                     |
| 2011                                       | 2011                                       |                                            | 13.332                                     | 13.332                                     |
| 2017                                       | 2017                                       |                                            | 14.802                                     | 14.802                                     |
| 2023                                       | 2023                                       |                                            | 17.465                                     | 17.465                                     |
|                                            |                                            |                                            |                                            |                                            |

### Konfessionsstatistik
Ende März 2023 waren 50,8 % der Einwohner römisch-katholisch und 9,7 % evangelisch. 39,5 % gehörten entweder einer anderen Glaubensgemeinschaft an oder waren konfessionslos. Der Anteil der Protestanten und Katholiken an der Gesamtbevölkerung ist seitdem gesunken. Ende Januar 2025 hatten 50,3 % die katholische Konfession und 9,6 % die evangelische. 40,1 % gehörten entweder einer anderen Glaubensgemeinschaft an oder waren konfessionslos.

## Religion
- Katholische Pfarreien:

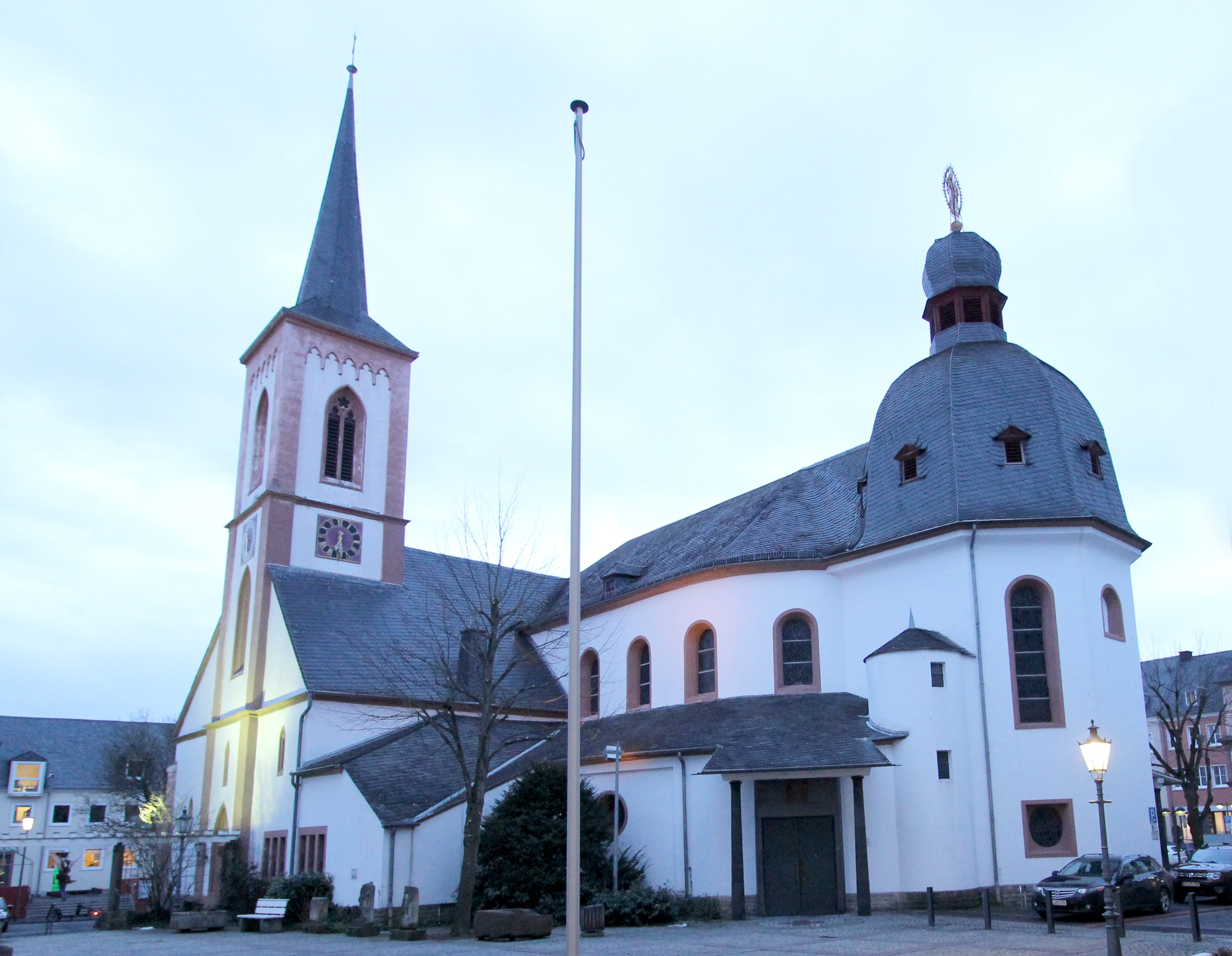
Katholische Pfarrkirche Liebfrauen

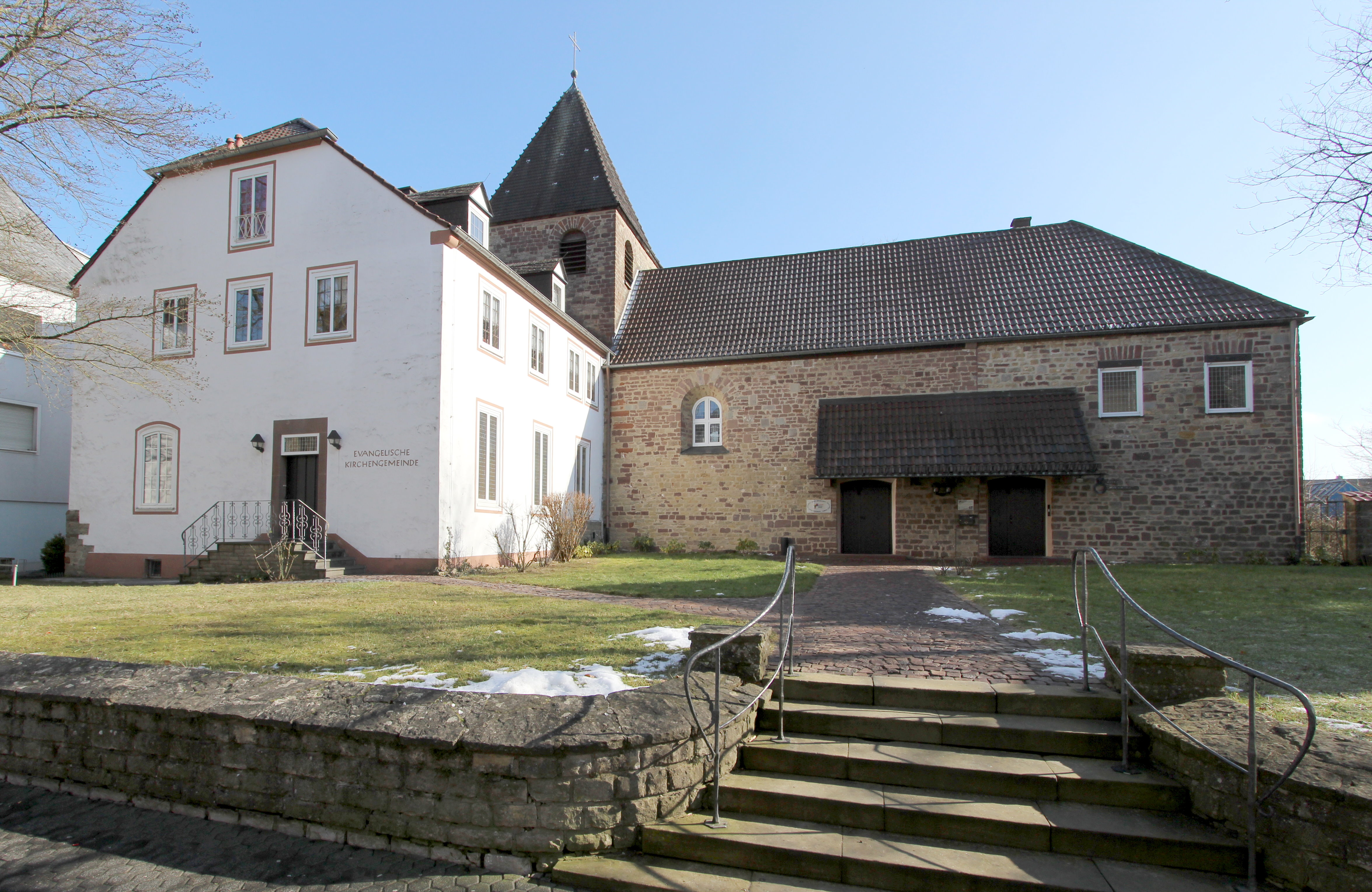
Evangelische Kirche

  - St. Peter Bitburg mit St. Nikolaus Mötsch und St. Firminus, Quirinus und Ferrutius Masholder
  - St. Laurentius Erdorf
  - Liebfrauen Bitburg mit St. Donatus Matzen und St. Wolfgang/St. Lucia Stahl
- Evangelische Kirche Bitburg
- St.-Athanasius-Kirche der Kopten[15]
- Islam – Bitburger Moschee
- Juden – Bitburger Synagoge

## Politik

### Stadtrat
Der Stadtrat in Bitburg besteht aus 32 Ratsmitgliedern, die bei der Kommunalwahl am 9. Juni 2024 in einer personalisierten Verhältniswahl gewählt wurden, und dem hauptamtlichen Bürgermeister als Vorsitzendem. Bis zur Wahl 2024 hatte der Stadtrat 28 Ratsmitglieder, die Erhöhung auf 32 Sitze wurde nach rheinland-pfälzischem Wahlrecht durch die gestiegene Einwohnerzahl von Bitburg ausgelöst.
Die Sitzverteilung im Stadtrat:
| Wahl | SPD | CDU | GRÜNE | AfD | FDP | FW | FBL | Gesamt   |
| ---- | --- | --- | ----- | --- | --- | -- | --- | -------- |
| 2024 | 4   | 10  | 3     | –   | 1   | 9  | 5   | 32 Sitze |
| 2019 | 5   | 7   | 4     | 0   | 2   | 5  | 5   | 28 Sitze |
| 2014 | 4   | 8   | 5     | –   | 1   | 5  | 5   | 28 Sitze |
| 2009 | 3   | 8   | 3     | –   | 2   | 7  | 5   | 28 Sitze |
| 2004 | 4   | 9   | 2     | –   | 1   | 8  | 4   | 28 Sitze |

- FW = Freie Wähler Bitburg (bis 2023: Liste Streit e. V.)[18]
- FBL = Freie Bürgerliste Bitburg e. V.

### Bürgermeister
- 1797–1800 Johann Schausten
- 1800–1813 Matthias Well
- 1813–1823 Franz Sales Zangerlé
- 1824–1836 Johann Baptist Well
- 1836–1841 Carl Rudorff
- 1841–1847 Nikolaus Well
- 1848 Karl Coupette
- 1850–1851 Stephan Schieber
- 1851 Franz Hisgen
- 1851–1854 Nikolaus Weiand
- 1854–1860 Wilhelm Stucker
- 1860–1880 Hubert Prim
- 1880–1892 Wilhelm Stucker
- 1897–1902 Matthias Schrömbgens
- 1902–1917 Albert Neß
- 1917–1927 Richard Messerich
- 1927–1934 Otto Fröhlich
- 1934–1937 Ernst Diedenhofen
- 1937–1944 Rudolf Obé
- 1945 Friedrich Weber
- 1945 Kaspar Thielen
- 1945–1946 Jakob Mölbert
- 1946–1949 Josef Niederprüm
- 1949–1959 Franz Hankeln
- 1959–1961 Heinz Villinger
- 1962–1971 Wilhelm Kreutzberg
- 1971–1977 Hans Peter Lafrenz
- 1978–1987 Theo Hallet
- 1987–1997 Horst Büttner
- 1997–2009 Joachim Streit
- seit 16. Dezember 2009 Joachim Kandels

Bei der Direktwahl am 24. September 2017 wurde Joachim Kandels mit einem Stimmenanteil von 51,9 % für eine weitere achtjährige Wahlperiode in seinem Amt bestätigt.

### Wappen, Banner und Flagge
| Wappen der Stadt Bitburg | Blasonierung: „In Rot ein mit drei Zinnen bekröntes goldenes (gelbes) Tor auf einem Quadersockel, beseitet von je einem fünfstrahligen goldenen (gelben) Stern über goldenem (gelbem) Nagelspitzkreuz; im Oberwappen eine dreitürmige silberne (weiße) Mauerkrone mit geschlossenem Tor.“ |
| Wappen der Stadt Bitburg | Wappenbegründung: Das von Otto Hupp 1909 entworfene Wappen bezieht sich auf Siegel, die bereits 1248 nachweisbar sind. Turm und Burg sind in der Gegend nicht nur Symbole für eine Stadt, sondern auch Hinweise auf eine alte Burg und den Stadtnamen.                                    |

Flagge
Banner

Banner: Blau-Gelb-Rot im Verhältnis 1 : 1 : 1 längsgestreift.
Hissflagge: Blau-Gelb-Rot im Verhältnis 1 : 1 : 1 quergestreift mit dem Wappenschild in der Mitte des Tuches.

### Partnerstädte
| Shelbyville  | Vereinigte Staaten | USA         | seit 1962 |
| Diekirch     | Luxemburg          | Luxemburg   | seit 1962 |
| Arlon        | Belgien            | Belgien     | seit 1965 |
| Rethel       | Frankreich         | Frankreich  | seit 1965 |
| Bad Köstritz | Deutschland        | Deutschland | seit 1992 |

## Kultur und Sehenswürdigkeiten

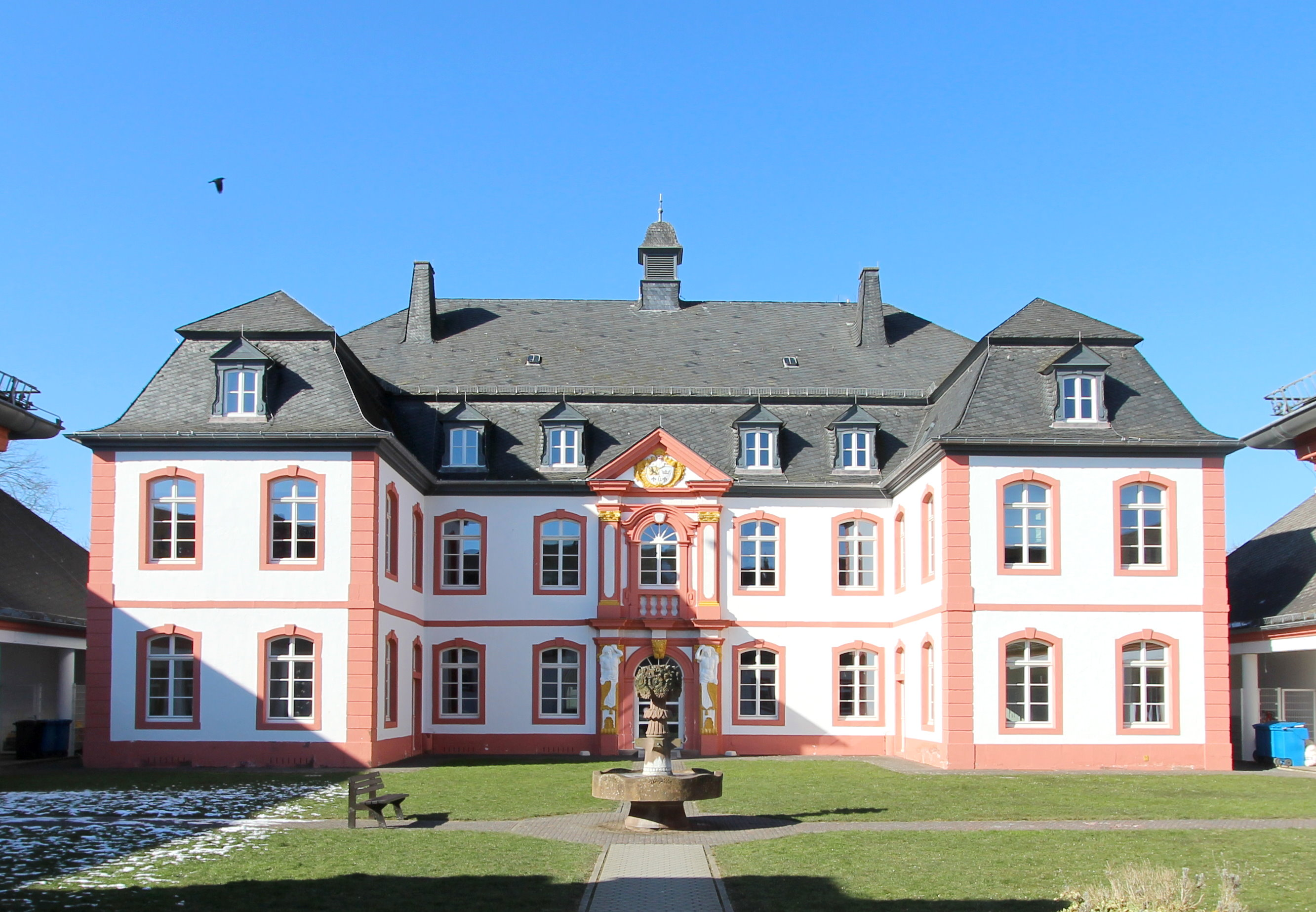
Schlößchen mit der St. Martin Förderschule

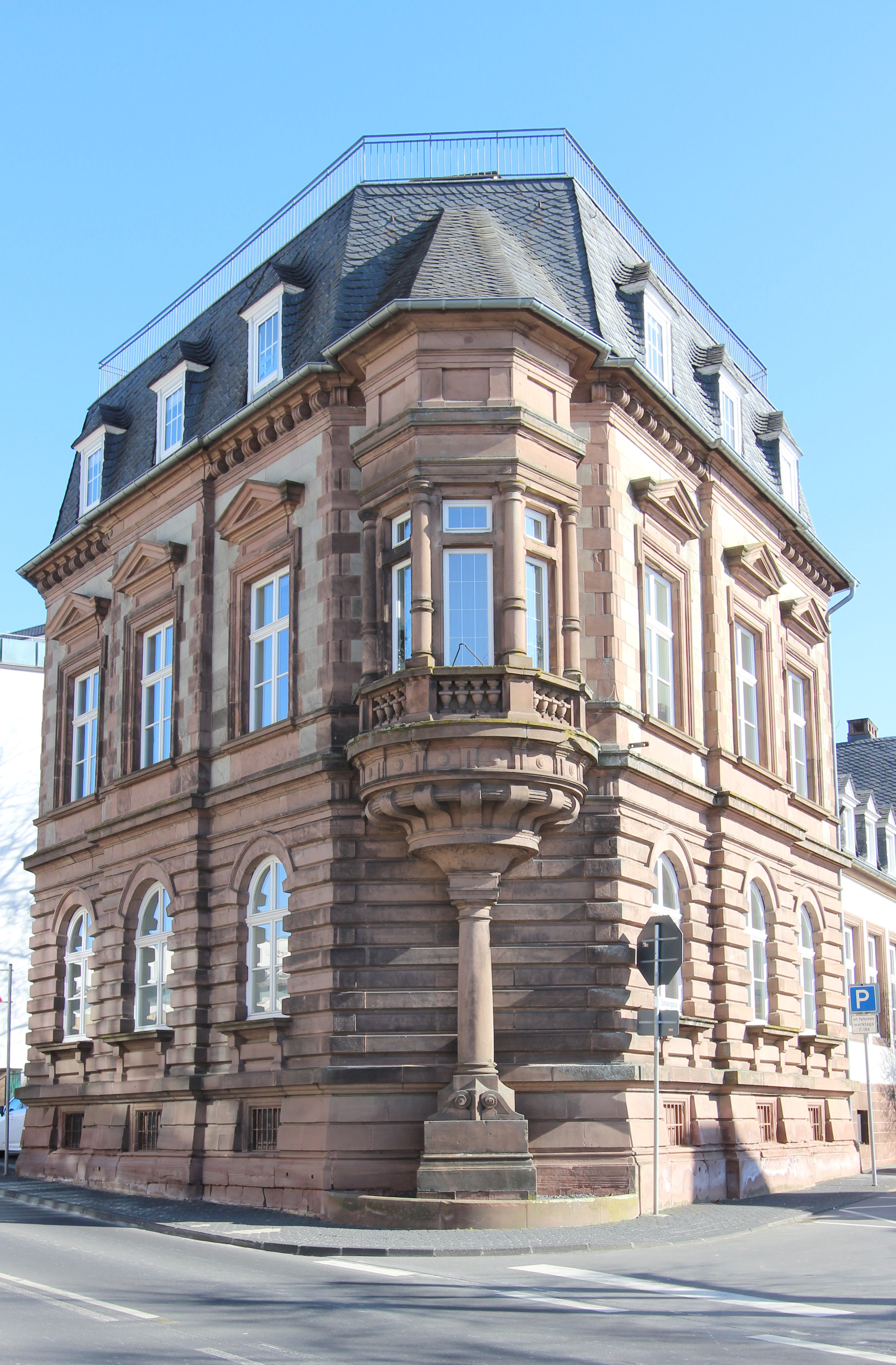
Ehemaliges Wohnhaus von 1887, Römermauer 1

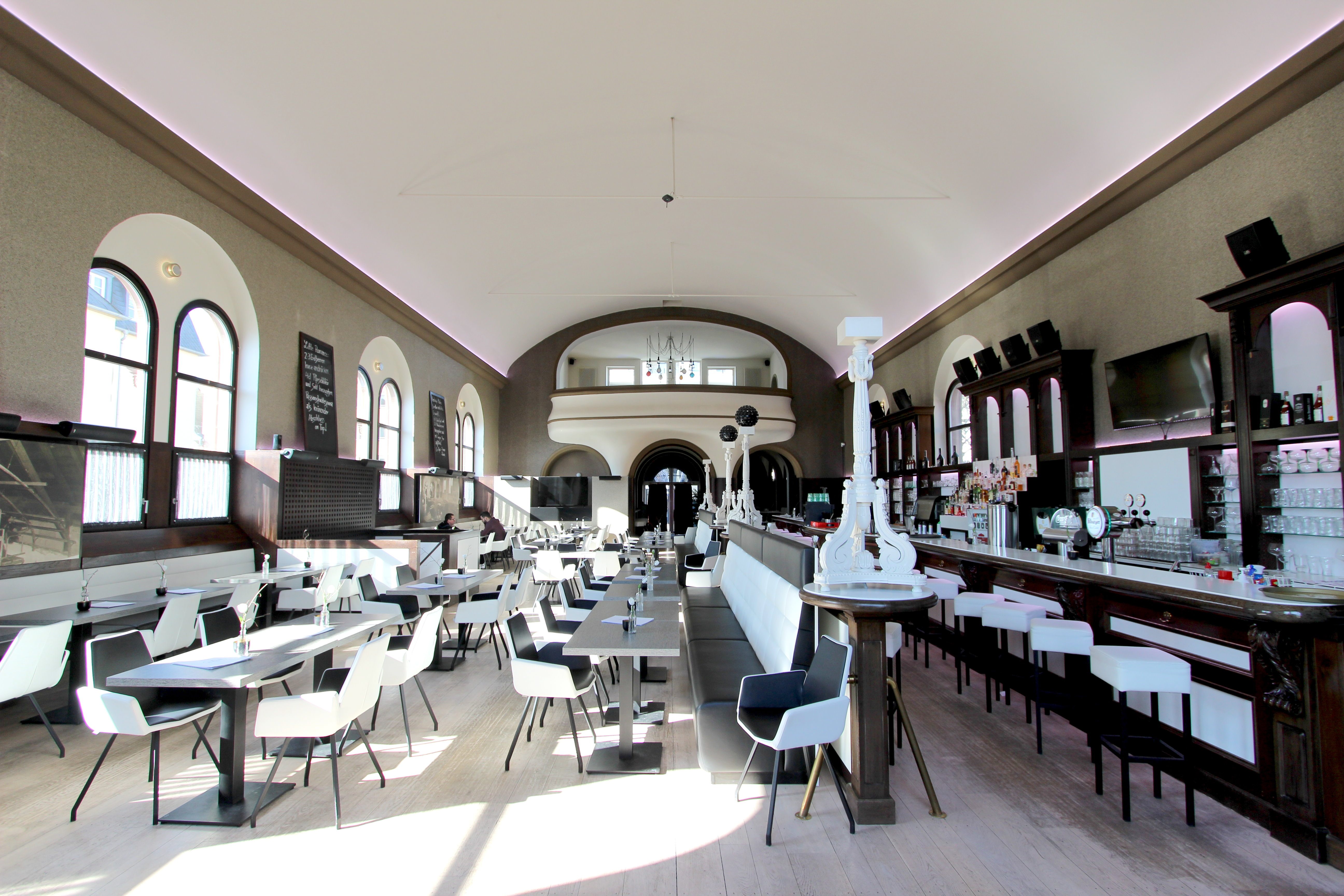
Restaurant in der alten Turnhalle

### Theater und Museen
- Im Gebäude der alten Landwirtschaftsschule von 1882 befindet sich heute das Kreismuseum Bitburg-Prüm. Das Heimatmuseum bietet durch zahlreiche Exponate einen Einblick in die Geschichte Bitburgs sowie der Eifel. In regelmäßigen Sonderausstellungen wird auch zeitgenössische Kunst ausgestellt.
- Im Kulturzentrum Haus Beda, das von der Dr.-Hanns-Simon-Stiftung getragen wird, befindet sich das Fritz-von-Wille-Museum. Der Düsseldorfer Maler Fritz von Wille war ein bedeutender Maler der Eifel. In den Museumsräumen geben rund 100 Gemälde und Zeichnungen aus allen Schaffensphasen einen repräsentativen Überblick über Willes Leben und Arbeit, darunter Hauptwerke wie Die blaue Blume, Mosenberg, Burg Reifferscheid im Winter und Ein klarer Tag.
- Eine 1700 Quadratmeter große Marken- und Erlebniswelt der Bitburger Brauerei.

### Bauwerke
- An der Römermauer sind Reste der römischen und mittelalterlichen Befestigung erhalten. Nach dem Krieg wurde versucht, die alte Stadtmauer in der Nähe des Rathauses wieder originalgetreu aufzubauen. Ein alter Stadtturm wurde in das neu gebaute Rathaus integriert.
- Schlösschen, ein Dreifelügelbau mit Mansardwalmdach von 1764
- Altes Sudhaus mit Bierbrunnen aus dem Jahre 1937 von Carl Burger
- Ehemalige Turnhalle von 1911 in der Trierer Straße 11. Eine Umnutzung des Gebäudes zur Gastronomie fand 1999 statt.
- Ehemaliges Wohnhaus von 1887 an der Römermauer 1
- Grundrissnachbildung des Cobenturms aus dem 16. Jahrhundert in der Fußgängerzone
- Wohn- und Geschäftshaus von 1914 in der Trierer Straße 26
- Burgmühle – eine ehemalige Mühle westlich der Stadt von 1821 mit Wasserrad und Backofen.

Siehe auch: Liste der Kulturdenkmäler in Bitburg

### Wandern
In und um Bitburg gibt es zahlreiche ausgeschilderte Wanderwege.

### Campen
Es gibt mehrere Campingplätze und Wohnmobilparks in und um Bitburg, die verschiedene Arten von Unterkünften anbieten, wie Zeltcamping, Wohnmobil- und Wohnwagenplätze, Hütten und mehr.

### Grünflächen und Naherholung
- Bei einem internationalen Bildhauersymposium entstand 2003 der Skulpturenradweg Bitburg. Er führt von Bitburg über Irrel bis nach Steinheim in Luxemburg und ist Teil des Skulpturenwegs Rheinland-Pfalz.
- Walderlebnispfad Königswäldchen ⊙[22]
- Der archäologische Parcours Bitburg bietet auf elf Stationen einen Eindruck vom einstigen Straßenkastell.[23]
- Teufelsschlucht bei Bitburg-Irsch ⊙
- Naturdenkmal Albachtal – Albachmühle und Mariengrotte im Albachtal, Kalkschlucht mit bewaldeten Hängen östlich von Bitburg ⊙
- Die städtische Kriegsgräberstätte Kolmeshöhe umfasst etwa 2000 Gräber. ⊙

Siehe auch: Liste der Naturdenkmale in Bitburg

### Regelmäßige Veranstaltungen
- Die Stadt lud erstmals zur 1250-Jahr-Feier im Jahr 1965 Volkstanz- und Majorettengruppen, Musikvereine, Spielmanns- und Fanfarenzüge nach Bitburg ein. Der Erfolg dieses Fests veranlasste die Veranstalter ein jährliches Europäisches Folklore-Festival zu organisieren. Das zu Beginn noch „Europäisches Grenzlandtreffen“ genannte Fest wurde Anfang der 1990er-Jahre in „Europäisches Folklore-Festival“ umbenannt, da auch Tanz- und Folklore-Gruppen aus dem außereuropäischen Raum teilnahmen. Heute zählt das Festival zu einem der größten Folkloreveranstaltungen Deutschlands. Es findet jährlich am zweiten Juli-Wochenende mit etwa 50 Gruppen aus mehr als 15 Ländern statt.
- Der Beda-Markt findet seit dem Jahr 1967 jährlich am dritten Wochenende im März im Bitburger Stadtgebiet statt.
- Die Herbstkirmes mit Feuerwerk findet am ersten Wochenende im November auf dem Bedaplatz statt.
- Das traditionelle Hüttenbrennen am ersten Wochenende nach Aschermittwoch (sogenannter Scheef-Sonntag) findet in allen Bitburger Stadtteilen statt[24][25]
- Das Gäßestrepper-Fest[26] findet immer am ersten Sonntag eines Septembers auf dem Petersplatz statt. Es begründet sich auf der mittelalterlichen Gäßestrepper-Legende.

## Wirtschaft und Infrastruktur

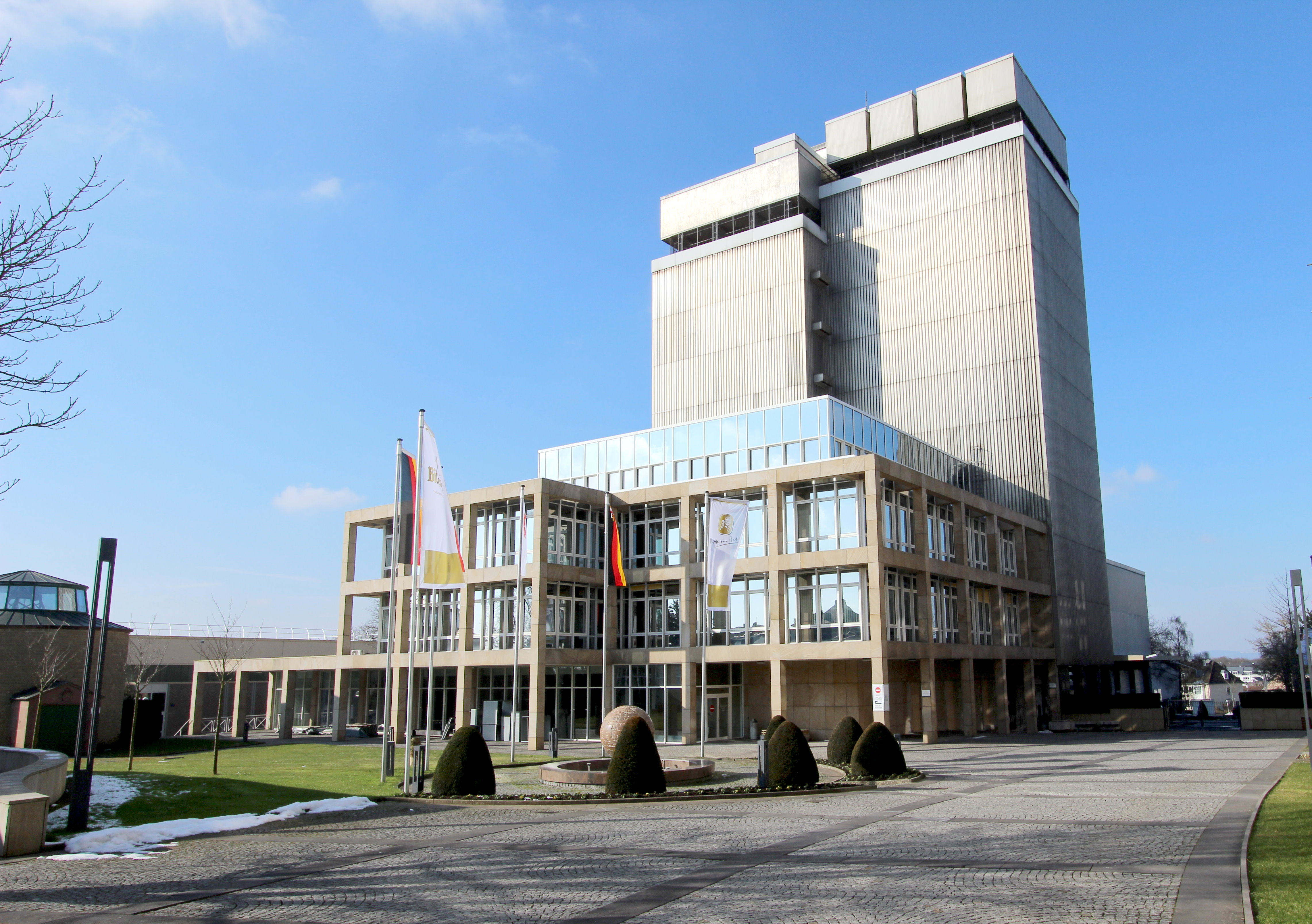
Wahrzeichen der Stadt ist die Bitburger Brauerei

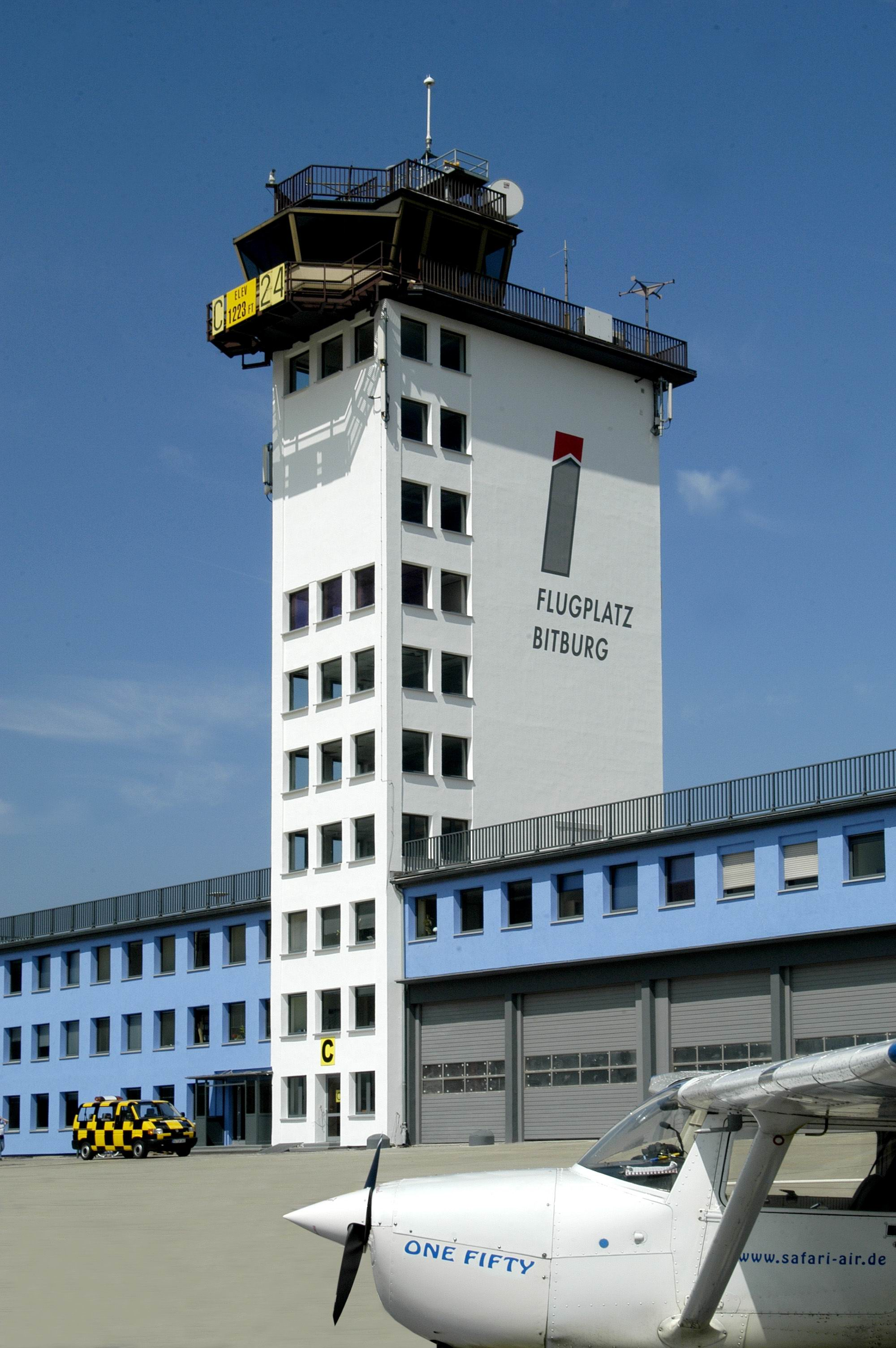
Tower am Flugplatz Bitburg

### Wirtschaft
Bekanntestes Unternehmen und Wahrzeichen der Stadt ist die Bitburger Brauerei.
Unter der Bezeichnung „Gewerbepark Flugplatz Bitburg“ wurde der ehemalige NATO-Stützpunkt bei Bitburg seit etwa 1995 zu einem rund 500 Hektar großen Industrie- und Gewerbeareal umgebaut. Mittlerweile haben sich dort 180 Unternehmen niedergelassen. Der zivile Flugbetrieb soll gemäß Absichtserklärungen von Investoren in den nächsten Jahren weiter ausgebaut werden. Nach Informationen der Investoren sollen dort Flugzeuge in Richtung Osteuropa starten. Dieses Projekt ist jedoch sehr stark umstritten und wurde auf Nachfrage der Grünen von der Bundesregierung abgelehnt; daher bleibt die Zukunft des Flugplatzes weiter ungeklärt, denn es gibt auch eine andere Investorengruppe, die diesen Flugplatz zu einem Solarpark ausbauen will. Diese Planungen wurden vom Bund ausdrücklich begrüßt.
Bitburg ist ausgewiesenes und einziges Mittelzentrum im südlichen Eifelkreis Bitburg-Prüm.
Bitburg ist Sitz der Kreissparkasse Bitburg-Prüm und der Regionaldirektion Bitburg-Südeifel der Volksbank Trier Eifel.

### Verkehr

#### Luft
Der Flugplatz Bitburg (IATA-Code BBJ, ICAO-Code EDRB) ist ein Verkehrslandeplatz mit Nachtfluggenehmigung bei Bitburg in der Region Trier. Er war zu Zeiten des Kalten Krieges ein Militärflugplatz der US Air Force und trug den Namen Bitburg Air Base. Betrieben wird er durch die Flugplatz Bitburg GmbH von den Landkreisen Bernkastel-Wittlich, Bitburg-Prüm, Trier-Saarburg, der Stadt Trier und der Wirtschaftsförderungsgesellschaft Vulkaneifel Daun sowie der Industrie- und Handelskammer und der Handwerkskammer Trier.

#### Straße
Die B 51 ist die wichtige Nord-Süd-Verbindung; sie verbindet als Nachfolger der Römerstraße Trier–Köln den Trierer und Luxemburger Raum mit dem Norden. Der Ort liegt an der alten Römerstraße Trier–Neuss.

#### Schiene

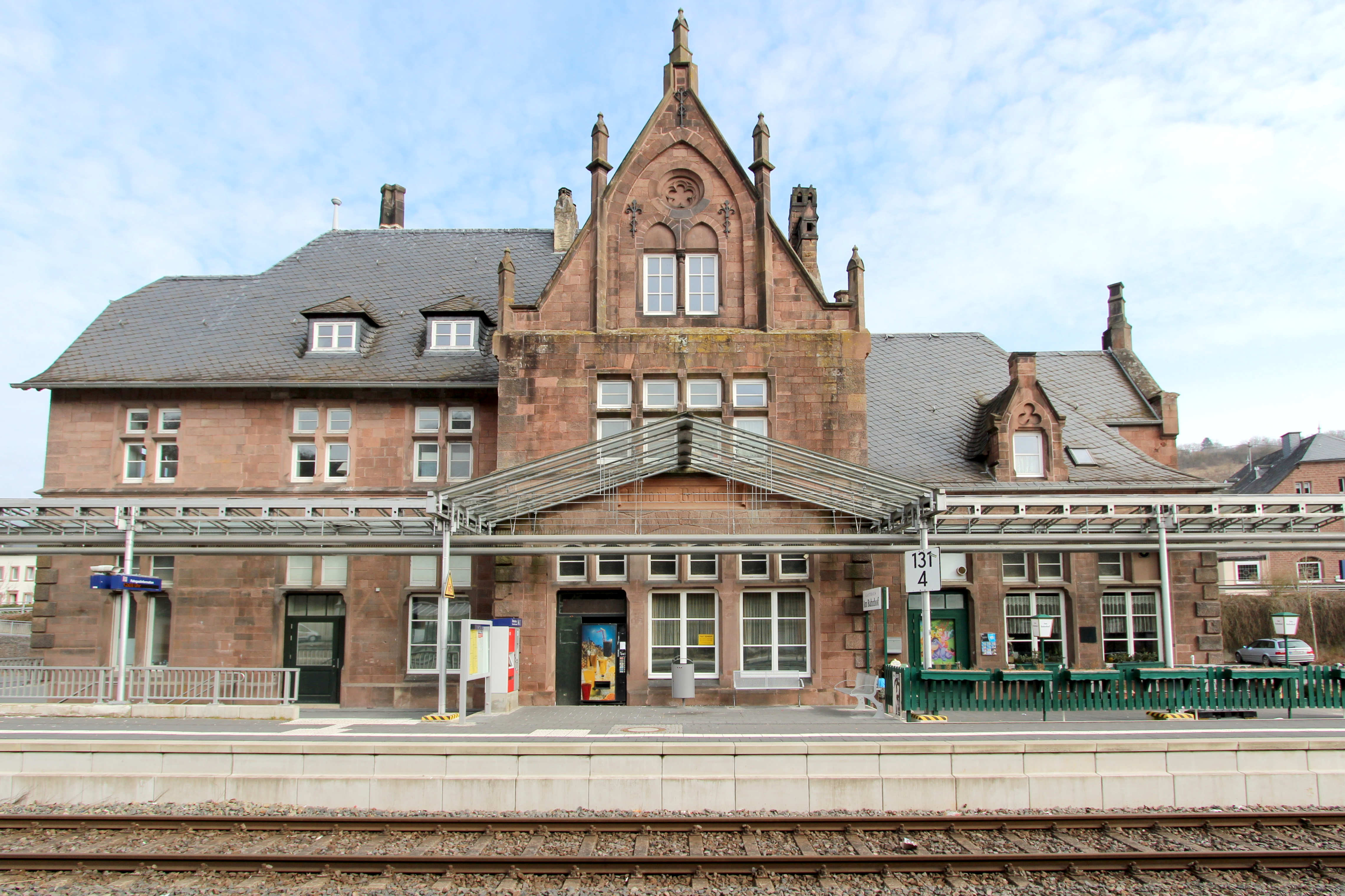
Bahnhof Bitburg-Erdorf

Der Bahnhof Bitburg-Erdorf liegt an der Eifelstrecke Köln – Euskirchen – Gerolstein – Trier und ist der einzige Personenbahnhof von Bitburg. Er liegt etwa 6 Straßenkilometer entfernt und rund 100 Meter niedriger als Bitburg-Stadtmitte. Die Buslinie 405 verbindet den Zentralen Omnibus Bahnhof ZOB mit dem Bahnhof im Stadtteil Erdorf mehrmals täglich.
Für den gesamten öffentlichen Personennahverkehr (ÖPNV) gilt der Tarif des Verkehrsverbunds Region Trier (VRT).
In Bitburg-Erdorf zweigt die Nims-Sauertalbahn nach Bitburg (Stadtbahnhof in Bitburg-Süd) ab; die Gleise enden heute auf Höhe der Bitburger Braustätte Süd. Die Bahnlinie führte ursprünglich über Irrel bis nach Igel und wurde ab 1910 erbaut. Nach Rückgang der Transportleistungen seit den 1960er Jahren wurde die eingleisige Nebenbahnstrecke in mehreren Abschnitten stillgelegt und abgebaut, der letzte Abschnitt Wolsfeld – Bitburg im Jahr 1997. Auf dem verbliebenen sechs Kilometer langen Reststück Erdorf – Bitburg (Stadt) findet kein planmäßiger Verkehr statt. Der Personenverkehr im Bahnhof Bitburg (Stadt) wurde 1970 eingestellt (und auf Bus umgestellt). Die Reststrecke befindet sich heute im Eigentum der Fa. Amprion (Stromnetzbetreiber) und ist insoweit ein Privatgleisanschluss, über den in erster Linie Trafos etc. für die Umspannanlage Niederstedem per Schiene an- bzw. abtransportiert werden.
Im Stadtgebiet existierte neben Bitburg-Erdorf und Bitburg (Stadt) bis 1970 südwestlich von letztgenannter Station der Haltepunkt Masholder.

### Sport

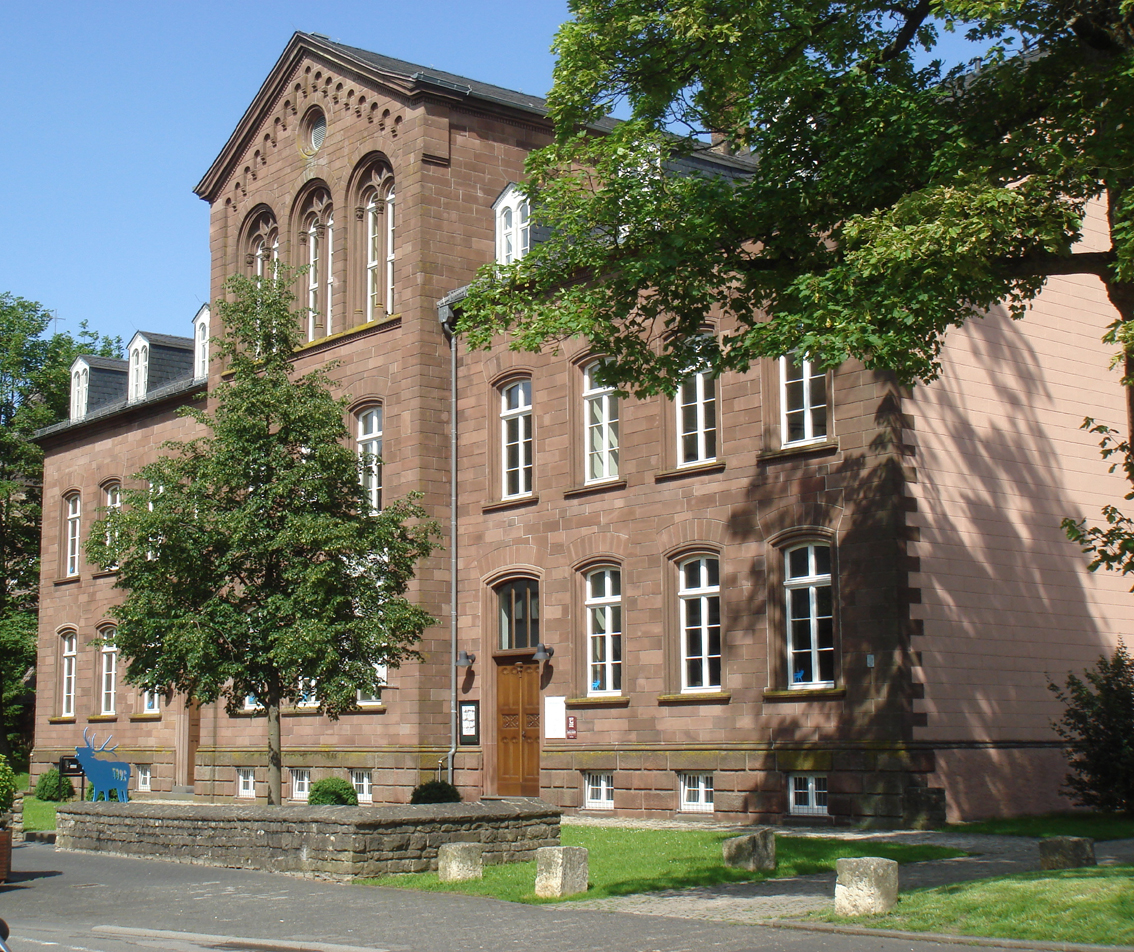
Ehemalige Landwirtschaftsschule ist heute Kreismuseum

Der erfolgreichste Sportverein Bitburgs ist der Fußballverein FC Bitburg, dessen größter Erfolg der Gewinn des Rheinlandpokals in der Saison 1987/88 und die damit verbundene Qualifizierung für die Teilnahme am DFB-Pokal war. Erfolgreicher ist die Frauen-Mannschaft, die lange in der Regionalliga Südwest spielte.
Zu den erfolgreicher betriebenen Sportarten zählt zudem Eishockey. Beim 1978 gegründeten Eissportverein Bitburg nahm dessen 1. Mannschaft 1994/95 an der damals drittklassigen 2. Eishockey-Liga teil. 2014 wurde der Eissportverein aufgelöst und der Bitburger Eissportverein an seiner Stelle gegründet.
Ein weiterer größerer Verein ist der TC Bitburg, der im Norden der Stadt einen Tennisplatz betreibt.
Die Stadt ist ebenfalls Heimat des TV Bitburg, der ein breit gefächertes Sportangebot bietet. Besonders erfolgreich waren die Basketballerinnen der Abteilung, die 1998 die deutsche B-Jugend-Meisterschaft gewannen und mit Martina Weber eine WNBA-Spielerin und deutsche A-Nationalspielerin hervorbrachten. Die Handball-Herrenmannschaft des TV Bitburg stieg in der Saison 2015/2016 zum dritten Mal in die Oberliga Rheinland-Pfalz/Saar auf.

### Bildung

#### Kindertagesstätten
- Kindertagesstätte St. Peter
- Kindertagesstätte Liebfrauen
- Kindertagesstätte Bitburg-Mötsch
- Kindertagesstätte Altes Gymnasium
- Städtische Kindertagesstätte Zuckerborn

#### Schulen
- Grundschule Bitburg-Süd
- Grundschule Bitburg-Nord
- Grundschule St. Matthias (katholisch)
- Kooperative Gesamtschule St. Matthias (katholisch)
- Realschule plus Bitburg (Otto-Hahn-Realschule plus)
- St. Willibrord Gymnasium (MINT-EC-Schule mit bilingualem Profil)
- St. Martin-Schule, Förderschule mit den Förderschwerpunkten ganzheitliche und motorische Entwicklung[29]
- Maximin-Schule, Förderschule mit den Förderschwerpunkten Sprache und Lernen[29]

#### Berufsbildende Schulen
- Europäisches Berufsbildungswerk Bitburg
- Dienstleistungszentrum Ländlicher Raum Eifel (DLR)
- Theobald-Simon-Schule

## Persönlichkeiten

### In Bitburg geboren
- Wolfgang Friedrich Cob von Nüdingen (1610–1679), Generalfeldzeugmeister
- Charles-Mathias Simons (1802–1874), luxemburgischer Jurist und Politiker
- Christoph August Traxel (1802–1839), Autor und Journalist
- Johann August Messerich (1806–1876), Rechtsanwalt, Mitglied der Preußischen Nationalversammlung 1848
- Nikolaus Thilmany (1806–1885), preußischer Verwaltungsbeamter und Landrat des Landkreises Bitburg, sowie erster Ehrenbürger der Stadt Bitburg
- Eduard Ignaz Nels (1833–1906), Lederfabrikant und Reichstagsabgeordneter
- Theobald Simon (1847–1924), Unternehmer und Brauer
- Peter Wallenborn (1848–1917), Reichstags- und Landtagsabgeordneter, Ehrenbürger ab 1913
- Heinrich Hildebrand (1855–1925), Eisenbahningenieur
- Karl Limbourg (1856–1912), Landrat
- Josef Niederprüm (1891–1954), Politiker (CDP), Landrat, ehrenamtlicher Bürgermeister von Bitburg und Mitglied der Beratenden Landesversammlung des Landes Rheinland-Pfalz
- Hermine Albers (1894–1955), Mitgründerin der Arbeitsgemeinschaft für Jugendpflege und -fürsorge und Mitherausgeberin der Zeitschrift Unsere Jugend
- Wilhelm Fuchssteiner (1908–1982), Bauingenieur
- Hanns Simon (1908–1989), Unternehmer und Brauer
- Balthasar Fischer (1912–2001), Theologe und Liturgiewissenschaftler
- Otto Semmelroth (1912–1979), Theologe
- Georg Sigmund Adelmann von Adelmannsfelden (1913–1991), Kunsthistoriker, Präsident des Landesdenkmalamtes Baden-Württemberg
- Wilhelm Semmelroth (1914–1992), Regisseur
- Peter Neu (* 1935), Historiker, Lehrer und Stadtarchivar
- Eugen Gerritz (1935–2024), Politiker (SPD), Abgeordneter des Landtags von Nordrhein-Westfalen
- Hans Tölkes (1935–2025), geboren in Mötsch, Politiker (CDU), Abgeordneter im Landtag von Rheinland-Pfalz
- Wolfgang Michlmayr (* 1938), Politiker (SPÖ)
- Marie-Luise Niewodniczańska (* 1938), Architektin, Lokalpolitikerin und Denkmalpflegerin
- Bernd Krewer (1939–2020), Forstmann, Jagdkynologe und Sachbuchautor
- Alwin Hammers (* 1942), Professor für Pastoralpsychologie und Lehrpsychotherapeut
- Axel Th. Simon (1943–2018), Unternehmer und Brauer
- Otto Junggeburth (1944–2011), Schauspieler, Regisseur und Schriftsteller
- Ingrid Braun (* 1946), Schauspielerin und Hörspielsprecherin
- Bertram Schäfer (* 1946), Autorennfahrer, Motorsport-Teaminhaber und -Funktionär
- Richard Nospers (1948–2009), Politiker (SPD), Oberbürgermeister von Saarlouis
- Dorothea Minkels (* 1950), Sachbuchautorin
- Klaus P. Behnke (* 1952), Verwaltungsjurist
- Hedwig Müller (* 1953), Tanzhistorikerin und Theaterwissenschaftlerin
- Karl Maihoroff (* 1955), Musiker, Künstler und Dirigent
- Bernhard Fischer (* 1956), Germanist, Archivar, ehemaliger Direktor des Goethe- und Schiller-Archiv in Weimar
- Tom Gordon Palmer (* 1956), Publizist und politischer Aktivist
- Beate Läsch-Weber (* 1957), Juristin, Landrätin des Landkreises Bernkastel-Wittlich, Präsidentin des Sparkassenverbandes Rheinland-Pfalz
- Hans-Peter Schmitz (* 1958), Politiker, Landrat des Landkreises Sonneberg
- Johannes Mans (* 1958), Bürgermeister von Radevormwald
- Jean-Marc Barr (* 1960), französischer Schauspieler, Regisseur, Filmproduzent und Drehbuchautor
- Stefan Hippler (* 1960), Pfarrer in Kapstadt
- Birgit Zeimetz (* 1960), Politikerin (CDU), Abgeordnete im hessischen Landtag
- Hans Jürgen Pütsch (* 1961), Kommunalpolitiker (CDU), Oberbürgermeister von Rastatt
- Linda Somers Smith (* 1961), amerikanische Langstreckenläuferin
- Rainer Hoffmann (* 1962), Politiker (PDV)
- Ralph Brodel (* 1962), Politiker (SPD), Bürgermeister von Sundern
- Wolfgang Klesius (1963–2023), Pianist, Musikpädagoge und Musiktheoretiker
- Martin Lejeune (* 1964), Jazzmusiker
- Norbert Thüx (* 1964), Prior des Deutschen Ordens
- Herbert Fandel (* 1964), Pianist und Fußballschiedsrichter
- Detlef Esslinger (* 1964), Journalist
- Anja Steinbeck (* 1966), Juristin, Rektorin der Düsseldorfer Heinrich-Heine-Universität
- Patrick Schlösser (1971–2017), Theaterregisseur
- Sterling Ruby (* 1972), Künstler
- Holger Klose (* 1972), Hammerwerfer
- Scott Elrod (* 1975), US-amerikanischer Schauspieler
- Andreas Kruppert (* 1979), Politiker (CDU), Landrat
- Brandon Thomas (* 1984), Basketballspieler
- Nico Steinbach (* 1984), Politiker (SPD), Abgeordneter im Landtag Rheinland-Pfalz
- John Klinger (1984–2024), Wrestler
- Alex Goolsby (* 1987), Basketballspieler
- Mortel (* 1991), Rapper und Schauspieler
- Susi Studentkowski (* 1995), Schauspielerin und Sängerin

### Mit Bitburg verbunden
- Johann Peter Wallenborn (1784–1839), Brauer und Gutsbesitzer; gründete 1817 „vor dem Schaakentore“ die Bitburger Brauerei.
- Karl Vogt (1915–1997), Landrat von 1962 bis 1979
- Buzz Aldrin (* 1930), betrat im Rahmen der Apollo 11-Mission als zweiter Mensch den Mond; er war etwa drei Jahre in Bitburg stationiert.
- Tomasz Niewodniczański (1933–2010), Mäzen und Regionalhistoriker
- Günther Thömmes (* 1963), Brauer und Schriftsteller, in Bitburg aufgewachsen.
- Marcus Dahm (* 1977), Komponist, Kirchenmusiker & Musikwissenschaftler, in Bitburg aufgewachsen.

## Bilder

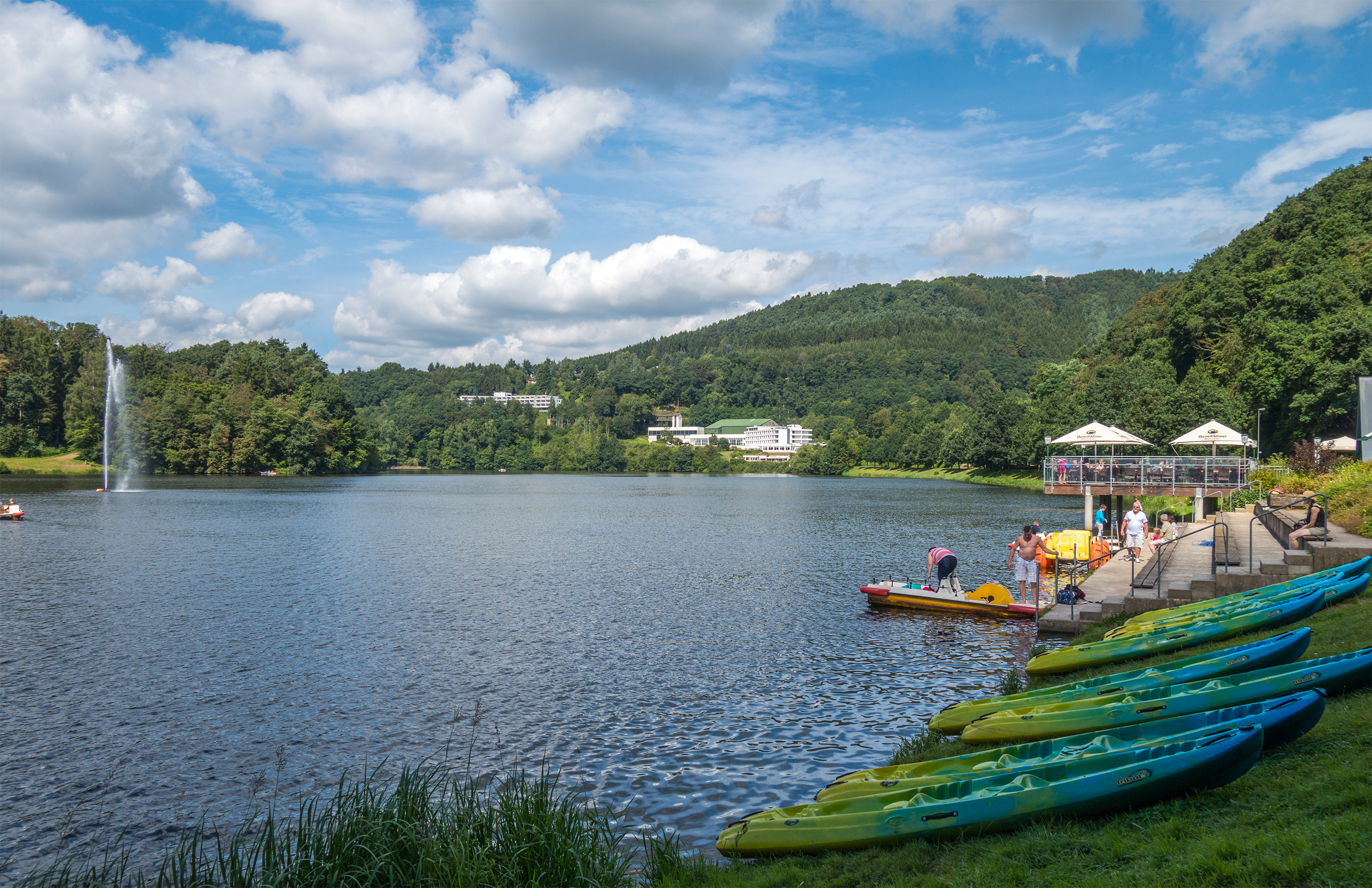
Stausee Bitburg an der Prüm bei Biersdorf am See und Wiersdorf
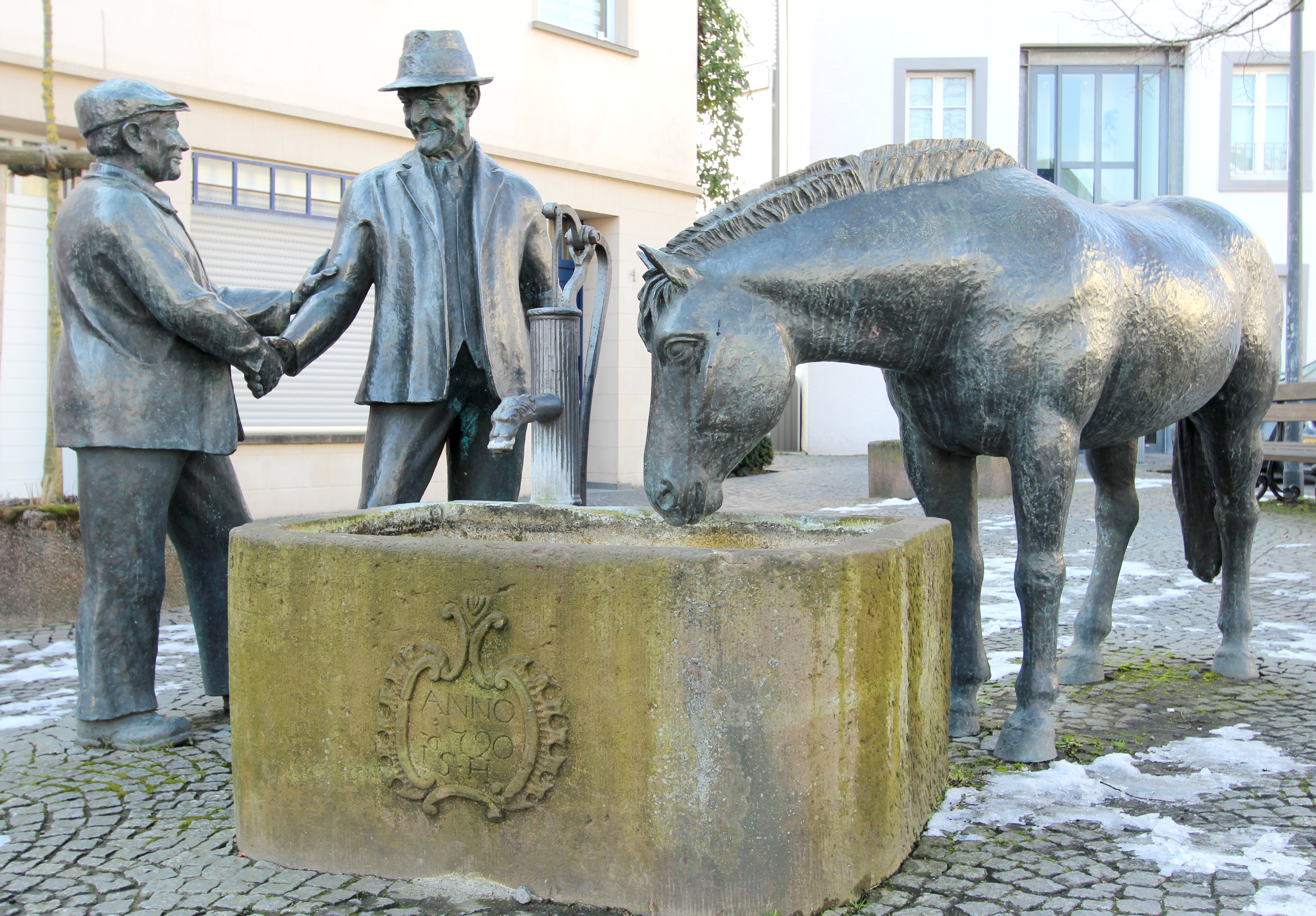
Am Pferdemarkt
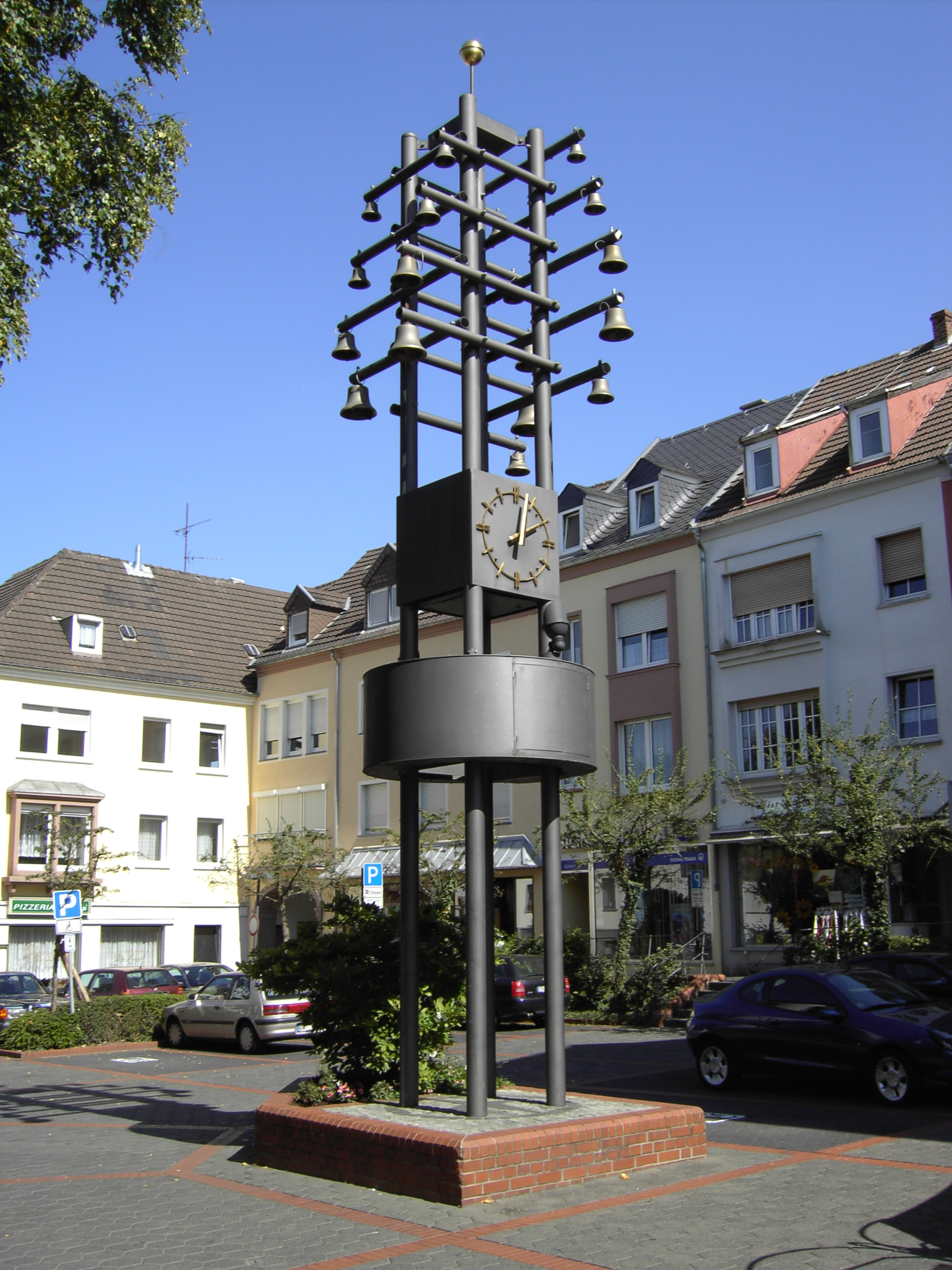
Glockenturm Fußgängerzone
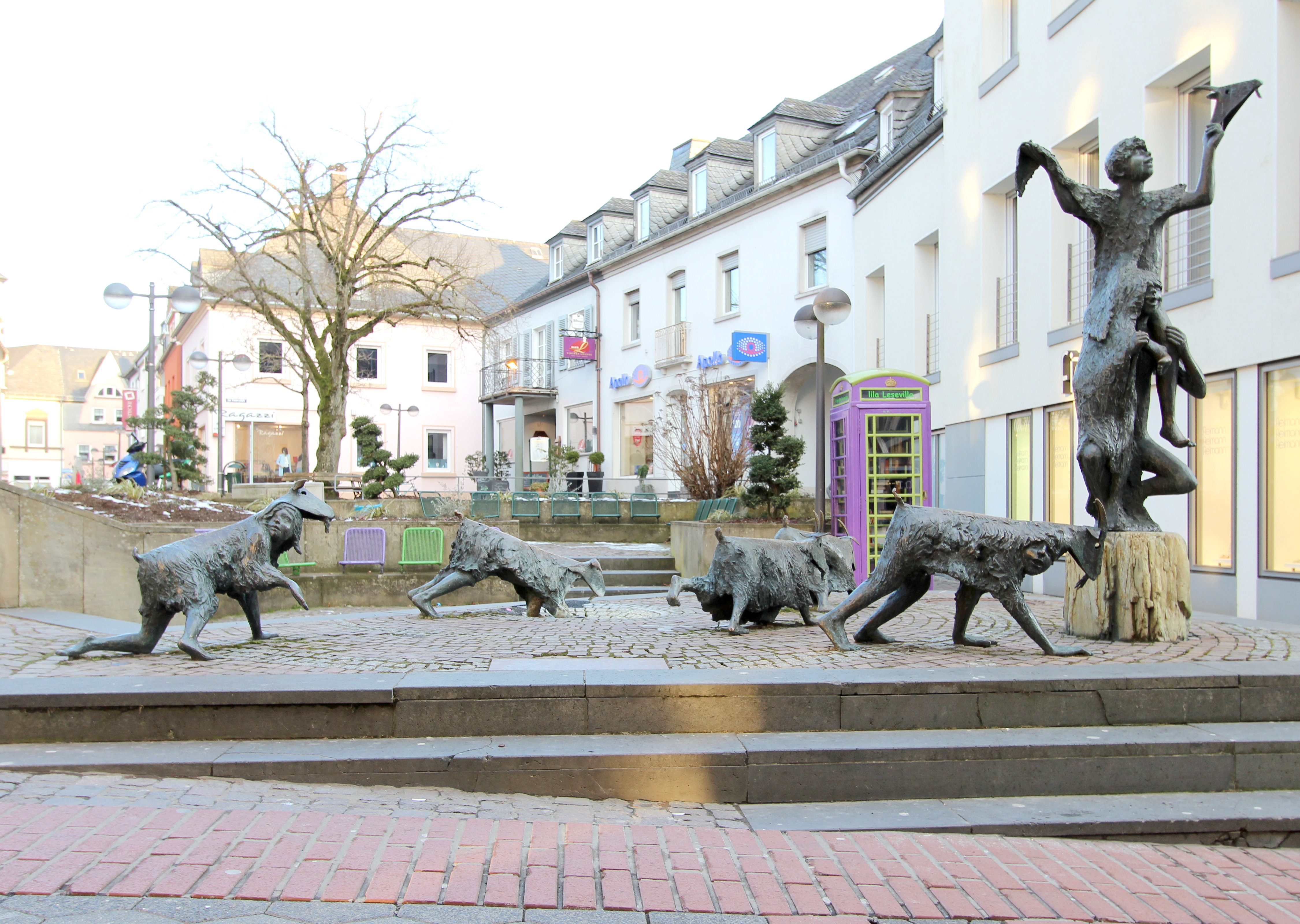
Gaessestrepperbrunnen Fußgängerzone
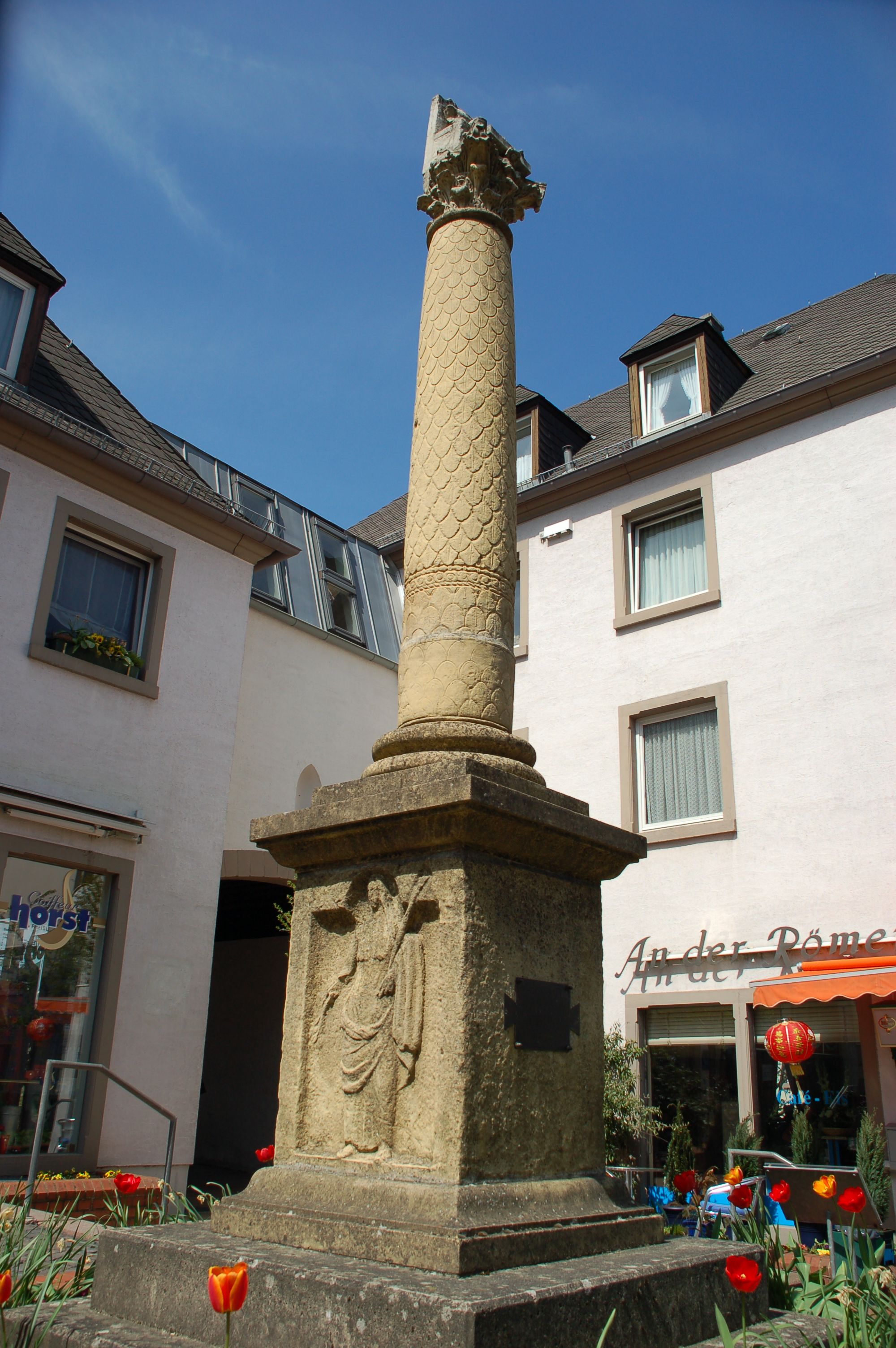
Archäologischer Rundweg mit Jupitersäule